# Дева Путу Сахадева
Дева Путу Сахадева (индон.  Dewa Putu Sahadewa) (р. 23 февраля 1969, Денпасар) — индонезийский поэт.

## Краткая биография
Выходец с Бали. Живёт и работает в г. Купанге (провинция Восточная Нуса-Тенгара). В 1994 г. окончил медицинский факультет Университета Удаяна (Денпасар) и в 2004 там же ординатуру. С 2009 — консультант по гинекологии в Университете Паджаджаран (Бандунг). В Купанге в 2008 г. открыл свою больницу (RSIA Dedari).

## Творчество
Публикуется в газетах («Бали Пос», «Пос Купанг» и др.) и литературных журналах страны («Сантаранг» и др.). Автор двух поэтических антологий: «69 стихов в доме феи» (2015) и «Сочинитель мантр» (2016), участник нескольких коллективных сборников. Стихи отличаются медитативностью, легкостью, интуитивностью восприятия мира, внутренней гармонией и светом. Некоторые произведения поэта положены на музыку (композитор Филески). Стихи поэта переведены на английский и русский языки.
Принимает участие в деятельности ряда литературных объединений («Санггар Минум Копи», «Санггар Састра Чипта Будая», «Флобамора» и др.). В 2014 г. вместе с Тан Лиу Йе основал поэтический союз «Джатиджагат Кампунг Пуиси» (Денпасар).
Увлекается также театром: играл в постановках театральных групп «Театер Ангин» (рук. Вивин Суяса), «Санггар Путих» (рук. Кадек Суардана), «Театер Гиппократа» (Денпасар).

## Основные публикации
- 69 Poems at Dedari’s House. Yogyakarta: Frame Publishing, 2015.
- Mencari Mimpi. Antologi Bilingual Indonesia-Rusia. Jakarta: HW Project, 2016 (вместе с другими)
- В поисках мечты. Современная поэзия в переводах Виктора Погадаева. Редактор Е. С. Кукушкина. Худ. оформление Харди. М.: Ключ-С, 2016 (совместно с др.)
- Penulis Mantra. Jakarta: HW Project, 2016. ISBN 9786021475
- Klungkung: tanah tua, tanah cinta. Bali: Yayasan Museum Nyoman Gunarsa, 2016 (совм. с др.).
- Memo Keganasan. Surakarta: Forum Kesusasteraan Surakarta, 2016 (совм. с др.).

## Переводы стихoв поэта на русский язык
- Вступая в завершение года (Memasuki Akhir Tahun); Поэзия из глубин сердца (Puisi Yang Dibangkitkan); На качелях времени (Di Ayunan waktu); Поиграть с ветром (Bermain Angin)[8].